# Juliano Haus Belletti
Juliano Haus Belletti (Cascavel, Paranà, 20 de juny de 1976) és un exfutbolista brasiler, que també té nacionalitat italiana, que jugava com a defensa (normalment de lateral dret). El seu primer equip fou el Cruzeiro Esporte Clube, i el seu últim equip, amb el qual no arribà a jugar va ser el Ceará SC. Posteriorment, fa d'entrenador de futbol.
A Barcelona serà recordat, sobretot, pel gol que va marcar a la final de la Lliga de Campions de 2006, que va donar la victòria al Barça per 2-1 contra l'Arsenal FC.

## Carrera futbolística
Dotat d'una excel·lent condició física (amida 1,79 metres i pesa 74 kg), jugà de defensa lateral dret, encara que va ser un jugador de clara vocació ofensiva. Acostumava a pujar la banda i arribar a posicions d'extrem. La velocitat i qualitat tècnica eren les seves majors particularitats

### Inicis
Va començar la seva carrera professional el 1993, en el conjunt brasiler Cruzeiro, on va jugar dues temporades.
El 1995 va fitxar pel São Paulo, on va esdevenir un dels líders de l'equip. A pesar d'això, el 1999 va ser cedit una temporada al Clube Atlético Mineiro. L'any 2000 va tornar al São Paulo on va jugar tres temporades més abans de donar el salt al futbol europeu, el 2002. Al Brasil va guanyar dos títols, una Lliga Paulista i una Lliga Mineiro. Amb la selecció disputà el Mundial de 2002.

### Vila-real
Va arribar a la Lliga espanyola de futbol l'estiu del 2002, fitxat pel Vila-real Club de Futbol. Va debutar a la Primera divisió de la lliga espanyola de futbol l'1 de setembre de 2002 en el partit Vila-real CF 2 - 2 Osasuna.
En el club valencià va fer dos grans temporades que li van obrir els ulls als grans clubs europeus. En la seva primera temporada va col·laborar que el Vila-real CF es classifiqués, per primera vegada en la seva història, per a disputar la Copa de la UEFA al proclamar-se campió de la Copa Intertoto. La temporada 2003-2004 va ser un dels artífexs que va fer que el Vila-real CF arribés fins a les semifinals de la Copa de la UEFA, en una nova temporada històrica del denominat "submarí groc".

### Barça

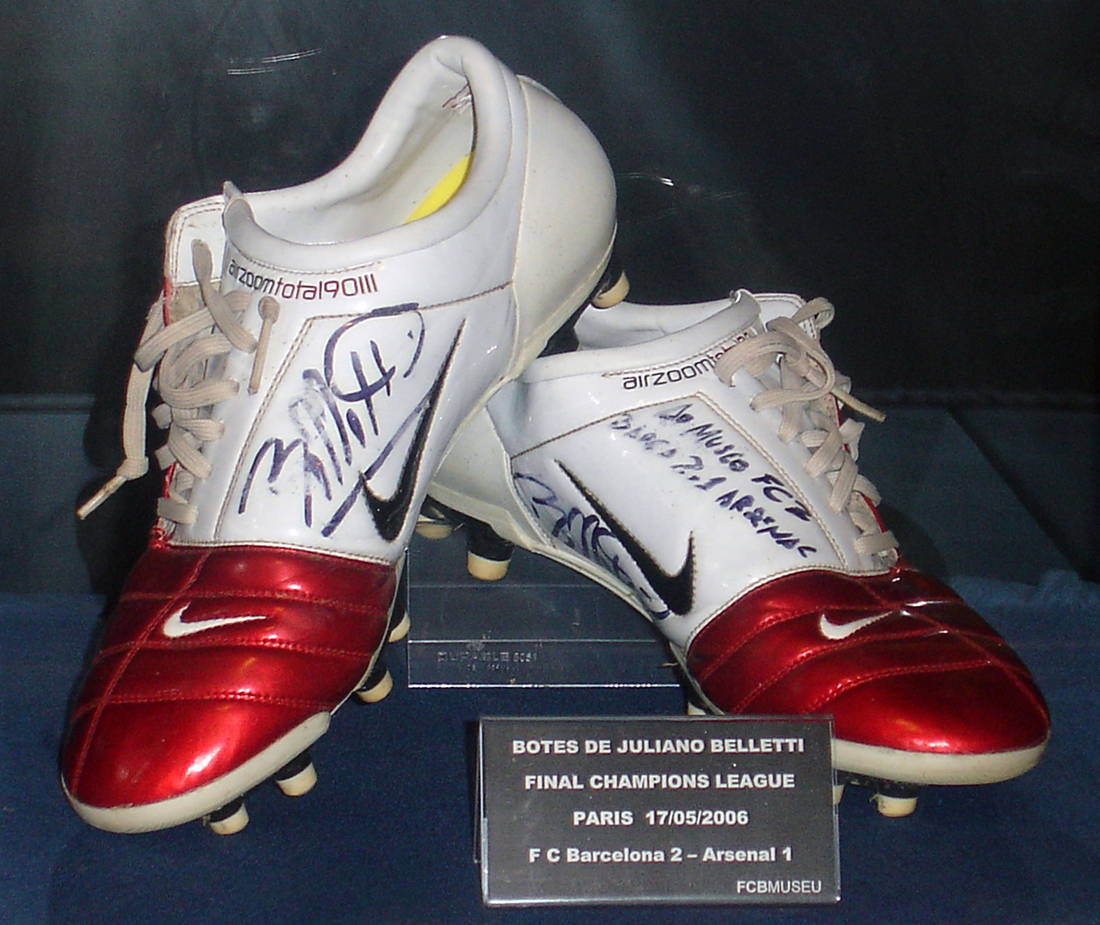
Les botes de Belletti a la final de París

El 22 de juny de 2004 va ser presentat per Joan Laporta com el primer fitxatge del FC Barcelona de cara a la temporada 2004-2005, en la qual, després de quallar una excel·lent campanya, es va proclamar campió de Lliga. A més amb aquest club va guanyar una Supercopa d'Espanya i una Copa Catalunya. El 17 de maig del 2006, va marcar a l'estadi de Saint Denis de París l'històric 2-1 que li donava la segona Lliga de Campions al FC Barcelona, rellevant així aquell històric gol de Ronald Koeman en la primera Lliga de Campions del conjunt culer. Cal dir que, fins a la final de París, Juliano Belletti no havia marcat ni un sol gol en partit oficial en les seves dues temporades com blaugrana; aquest és, per tant, el seu únic gol amb la samarreta del Barça.

### Chelsea
El 23 d'agost del 2007, Belletti fitxà pel Chelsea Football Club anglès per 5,5 milions d'euros.

### Fluminense
El 14 de juliol del 2010 s'anuncià el seu fitxatge pel Fluminense després que el Chelsea FC anunciés que no renovaria el seu contracte.

### Ceará
El 27 de juny del 2011, Belletti, feia oficial la seva retirada a causa dels seus reiterats problemes al tendó d'Aquil·les.

## Carrera com a entrenador
El 4 de febrer de 2021, Belletti va ser nomenat assistent del seu primer club, el Cruzeiro, després d'haver treballat anteriorment a la secció de "Negocis Internacionals" del club. El 31 de juliol, va ser el responsable dels entrenaments del primer equip del club després que marxés Mozart, però va tornar a les seves funcions anteriors el 3 d'agost després del nomenament de Vanderlei Luxemburgo.
Belletti va tenir la seva primera experiència com a entrenador el 2023, amb l'equip sub-20 del São Paulo FC, quan va arribar per substituir Alex. Va romandre en el càrrec fins al juny de 2023, quan va al·legar problemes d'adaptació familiar en tornar al Brasil. El juliol de 2024 va ser anunciat per al mateix càrrec, a l'equip sub-19 del Barcelona. La primera temporada de Belletti al capdavant del Barcelona sub-19 va ser reeixida, amb el seu equip guanyant la Copa del Rei Juvenil de Futbol el 16 de març de 2025, i més tard la Lliga Juvenil de la UEFA el 28 d'abril.